# Firsov (månekrater)
Firsov er et nedslagskrater på Månen. Det befinder sig på Månens bagside og er opkaldt efter den sovjetiske raketingeniør Georgij F. Firsov (1917 – 1960).
Navnet blev officielt tildelt af den Internationale Astronomiske Union (IAU) i 1970. 

## Omgivelser
Firsovkrateret ligger stik syd for Lobachevskiykrateret og nordvest for Abul Wáfakrateret. 

## Karakteristika
Kraterets ellers cirkulære rand har en lille udadgående bule langs den sydlige side og mindre udbulinger langs den vestlige. De indre kratervægge er skredet noget ned og har dannet talusbunker langs foden. Kraterbunden, som har lav albedo, er næsten jævn og udviser ingen særlige landskabstræk.

## Satellitkratere
De kratere, som kaldes satellitter, er små kratere beliggende i eller nær hovedkrateret. Deres dannelse er sædvanligvis sket uafhængigt af dette, men de får samme navn som hovedkrateret med tilføjelse af et stort bogstav. På kort over Månen er det en konvention at identificere dem ved at placere dette bogstav på den side af satellitkraterets midte, som ligger nærmest hovedkrateret. Firsovkrateret har følgende satellitkratere:
| Firsov | Længde | Bredde   | Diameter |
| ------ | ------ | -------- | -------- |
| K      | 3,1° N | 113,0° Ø | 58 km    |
| P      | 2,9° N | 111,1° Ø | 15 km    |
| Q      | 2,3° N | 110,0° Ø | 25 km    |
| S      | 3,6° N | 109,8° Ø | 96 km    |
| T      | 4,1° N | 108,6° Ø | 26 km    |
| V      | 5,1° N | 110,7° Ø | 44 km    |

## Måneatlas
- Billeder af Firsovkrateret i LPI-måneatlasset